# 郑冰开
郑冰开（1973年11月—），中华人民共和国外交官，现任中华人民共和国驻巴巴多斯特命全权大使。

## 生平
郑冰开曾任驻南非大使馆公使。2025年8月，出任中华人民共和国驻巴巴多斯大使。